# Mikko Hyvärinen
Johannes Mikael "Mikko" Hyvärinen, född 8 januari 1889, död 6 juni 1973, var en finländsk gymnast.
Hyvärinen tävlade för Finland vid olympiska sommarspelen 1912 i Stockholm, där han var med och tog silver i lagtävlingen i fritt system. Hans bror, Eero Hyvärinen, var också en del av laget.